# Lothar Roeßler

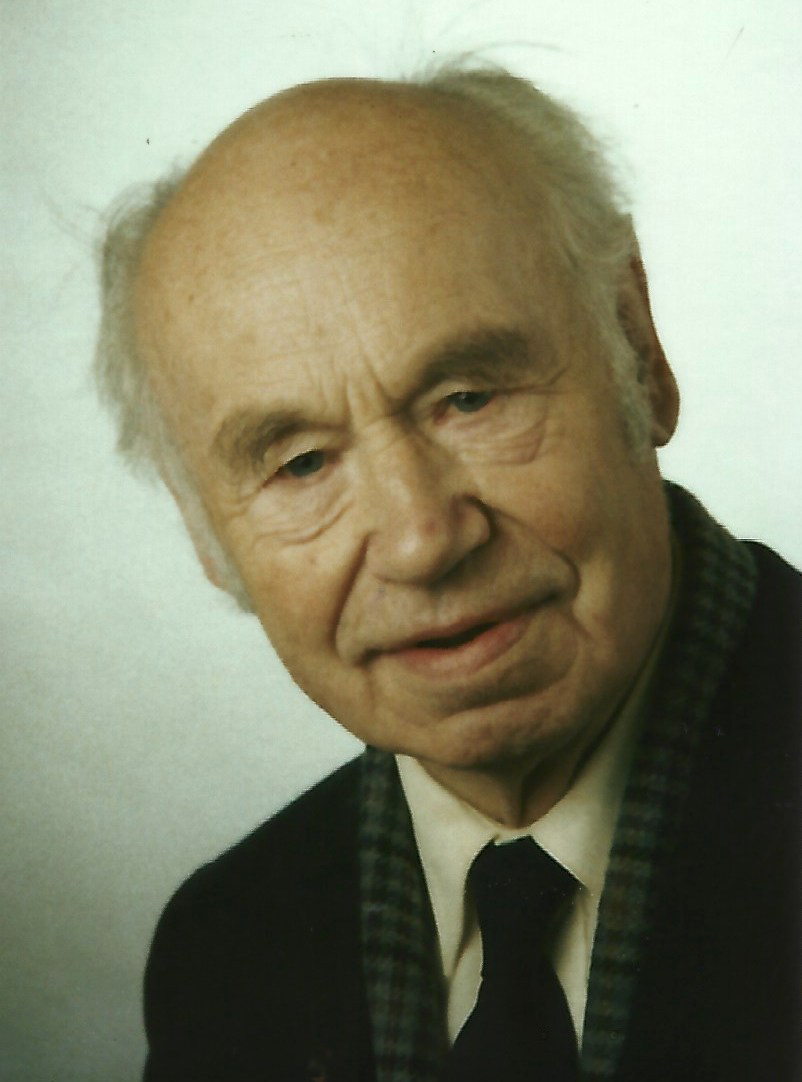
Lothar Roeßler 1989

Lothar Roeßler, auch Lothar Roessler (* 19. April 1907 in Zollchow, Kreis Prenzlau; † 28. November 1990 in Ratzeburg) war ein deutscher Gymnasiallehrer (Oberstudienrat), Biologe, Geologe und Organist.

## Leben
Von seinem Vater, der als Musiklehrer an der Lauenburgischen Gelehrtenschule in Ratzeburg wirkte, erbte Roeßler die Begabung und Liebe zur Musik. Er wirkte im Schülerorchester seines Vaters mit und half lebenslang als Organist in umliegenden Landgemeinden aus.
Nach dem Abitur an der Lauenburgischen Gelehrtenschule (L. G.) studierte Roeßler zuerst Theologie in Leipzig, dann Chemie, Biologie und Geographie in Freiburg und Kiel. Nach der Zeit seines Vorbereitungsdienstes in Bad Oldesloe, Ratzeburg und Reinbek war er als Studienassessor in Itzehoe, Meldorf und Schleswig tätig. In Abwesenheit wurde er während des Zweiten Weltkrieges, an dem er von 1941 bis 1945 teilnahm, am 1. April 1942 zum Studienrat an der L. G. ernannt. Bis 1946 war er in Gefangenschaft. Im Jahre 1947 konnte er seinen Dienst an der L. G. antreten.
Roeßler unterrichtete an der Lauenburgischen Gelehrtenschule von 1947 bis 1969 Biologie, Erdkunde und Chemie. Er gründete 1947 den Ratzeburger Heimatbund und leitete ihn nach der Fusionierung des Heimatbund und Geschichtsvereins Herzogtum Lauenburg als Bezirksgruppe Ratzeburg bis 1987. Dabei setzte er sich besonders für den Erhalt des alten Baumbestandes der Inselstadt wie auch ihres historischen Stadtbilds ein. 1961 gründete er den Ratzeburger Tierschutzverein und leitete ihn.
Von 1947 bis 1984 war er Kreisnaturschutzbeauftragter. Die Liebe zur Natur und die Achtung der Schöpfung waren ihm ein Herzensanliegen. Er initiierte die Anlage von Wanderwegen, um das Naturerleben zu fördern. Aus der Zusammenarbeit mit dem Künstler Hans Bunge-Ottensen entstanden über 150 Wegweiser aus Eichenholz, die Bunge-Ottensen schnitzte, sowie die Tafel mit dem Lorscher Bienensegen am Dom. Der dazugehörige Bienenstock wurde lange von ihm betreut; er musste 2013 auf Grund einer Bienenkrankheit entfernt werden.
Die von Roeßler geleiteten naturkundlichen Wanderungen und Exkursionen waren sehr beliebt. Er veröffentlichte 1957 die Erdgeschichte von Lauenburg. Sein Wirken wurde gewürdigt durch die Verleihung der Verdienstmedaillen der Stadt Ratzeburg (1966), des Kreises Herzogtum Lauenburg und des Landes Schleswig-Holstein sowie des Umweltpreises der Stiftung Herzogtum Lauenburg (1990). Im März 1987 wurde er zum Ehrenvorsitzenden der Bezirksgruppe Ratzeburg im Heimatbund und Geschichtsverein Herzogtum Lauenburg ernannt.

## Werke
- Naturheilkunde im Mittelalter. In: Hans Henning Schreiber: Der Dom zu Ratzeburg 1154–1954, Ratzeburg 1954, S. 158–161.
- Erdgeschichte von Lauenburg (Sonderdrucke der Lauenburgischen Heimat Nr. 4 und 24), Ratzeburg 1957, 2. Auflage 1987.
- Der Ratzeburger See – Entstehungsgeschichte und Wärmehaushalt (mit Federzeichnungen von Willi Lüders) . In: Ratzeburg 900 Jahre 1062–1962, S. 5–16.
- Ratzeburger Dombienen. In: Lauenburgische Heimat 78 (1973), S. 79.